# Адмір Мехмеді
Адмір Мехмеді (алб. Admir Mehmedi, мак. Адмир Мехмеди, 16 березня 1991, Гостивар) — швейцарський футболіст, нападник турецького «Антальяспору». Народився в югославській Македонії, етнічний албанець.

## Клубна кар'єра

### Початок кар'єри
Адмір, вихідець з албанської сім'ї. У віці двох років разом з батьками емігрував з колишньої Югославії до Швейцарії через військовий конфлікт у країні, Почав займатися футболом в молодіжній секції клубу «Беллінцона». Проте вже наступного року перейшов до «Вінтертури», де протягом шести років виступав за команди цього клубу різних вікових категорій в дитячо-юнацьких турнірах. На одному з таких змагань 15-річного верткого підлітка відмітили селекціонери однієї з найкращих футбольних академій в країні — «Цюриха». Вінцем кар'єри Мехмеді на юнацькому рівні став виграш в 2008 році молодіжного Кубка ФІФА «Blue Stars». Хет-трик Адміра, забитий заклятим суперникам з «Базеля», дозволив «Цюриху» здобути перемогу 3:2 в ювілейному 70-му сезоні престижного турніру. Характер, продемонстрований Мехмеді, який за рахунку 0:2 став один за одним забивати м'ячі, не залишив байдужим тодішнього тренера «Цюриха» Бернарда Шалланде та Урса Фішера, які взяли перспективного гравця до основної команди «Цюриха».

### «Цюрих»

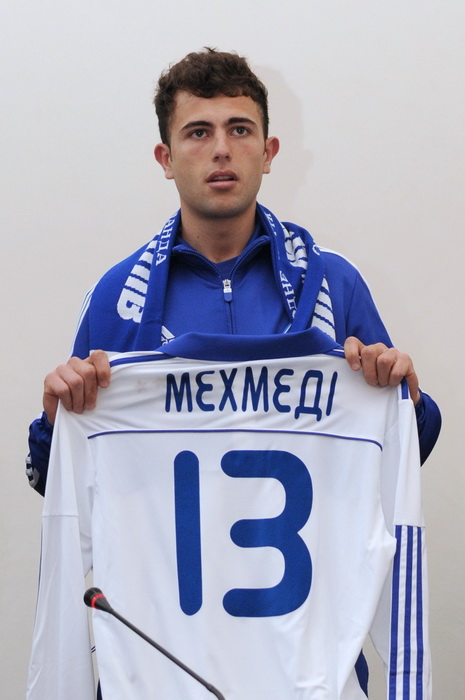
Презентація Адміра Мехмеді у київському «Динамо». 13 січня 2012

У своєму першому сезоні (2008/09) в першій команді Адмір, вийшовши у всіх 11 матчах на заміну, допоміг «Цюриху» виграти швейцарську Суперлігу. З наступного сезону Мехмеді став основним нападником команди, а у сезоні 2010/11 років Адмір забив 10 голів, що значною мірою посприяло завоюванню «Цюрихом» другого лігочемпіонського місця.
Ще два м'ячі Мехмеді вже в наступній єврокубковій компанії дозволили клубу в третьому кваліфікаційному раунді Ліги чемпіонів по сумі двох матчів здолати бельгійський «Стандарт» (2:1). Мюнхенська «Баварія» на стадії плей-офф виявилася непереборним бар'єром для віце-чемпіонів Швейцарії, а втішний приз у вигляді участі в груповому турнірі Ліги Європи виявився вельми до речі. Адмір провів всі шість ігор і поповнив свій єврогольовий реєстр ще одним забитим м'ячем у виїзній грі проти румунського «Васлуя». 14 грудня 2011 року він провів свій останній матч проти тих же румунів (2:0) на домашній арені цюрихців «Летцигрунд».

### «Динамо»
6 січня 2012 Мехмеді уклав контракт на 4,5 роки з київським «Динамо». Порадившись з сім'єю, вибрав в київському «Динамо» 13-й номер, оскільки не вірить, як і його близькі, в забобони. Дебютував у складі «Динамо» 4 березня в матчі української Прем'єр-Ліги з київським «Арсеналом». Футболіст вийшов на поле в стартовому складі, але на 76 хвилині гри був замінений бразильцем Дуду. 11 березня, в матчі з «Кривбасом», Адмір забив свій перший м'яч за «Динамо» в офіційних іграх. Сталося це на четвертій доданій хвилині зустрічі, після передачі Андрія Ярмоленка.
Незважаючи на те, що регулярно з'являвся на полі, стати основним гравцем команди не зміг, через що 9 липня 2013 року був відданий на сезон в оренду в німецький «Фрайбург».

## Міжнародна кар'єра

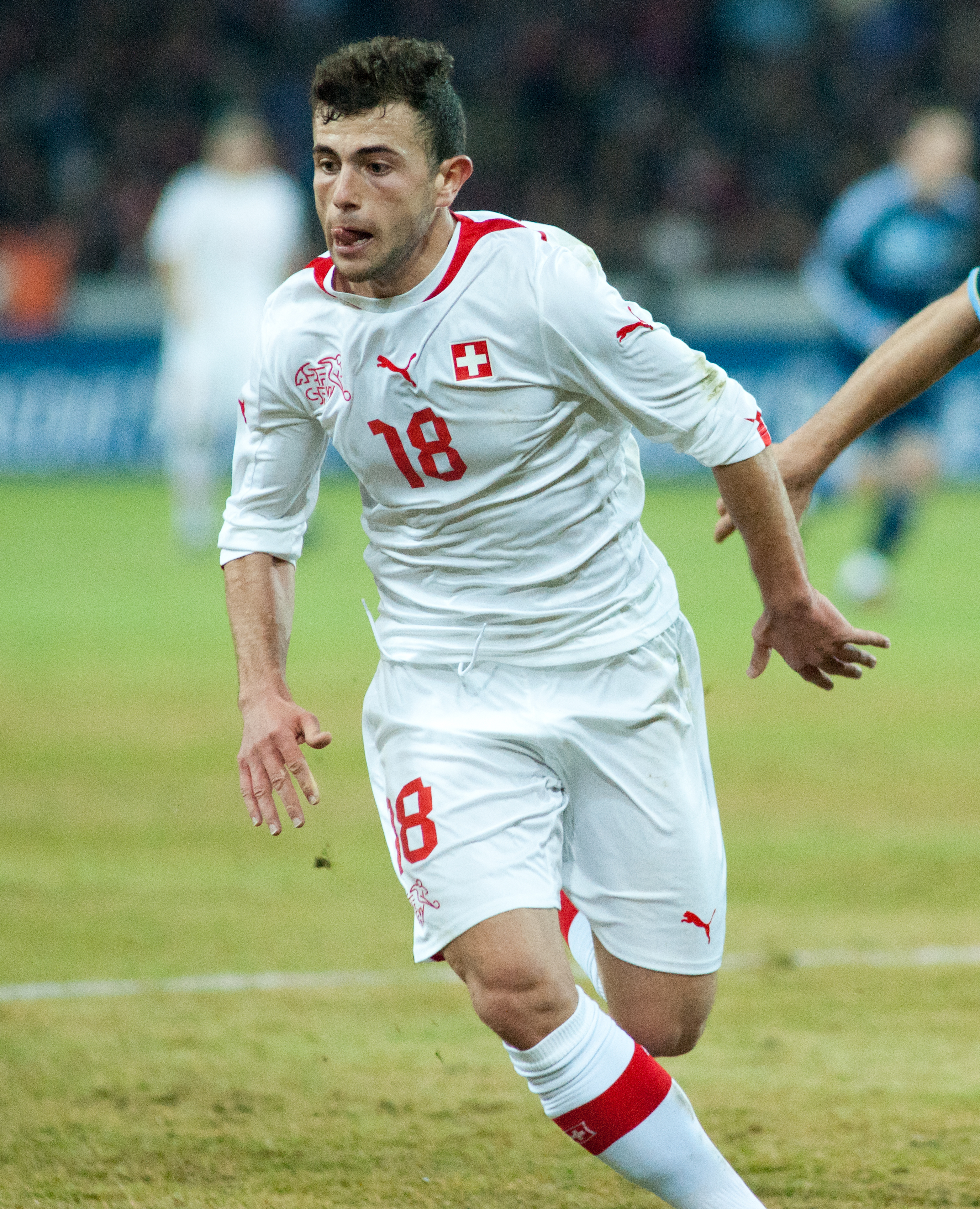
Адмір Мехмеді у складі збірної Швейцарії. 29 лютого 2012

Виступав за збірні Швейцарії починаючи від команди до 16 років і закінчуючи командою до 21 року. Срібний призер молодіжного (U-21) першості Європи 2011 року. 
У травні 2011 року був вперше запрошений до національної збірної Швейцарії. 4 червня того ж року, в матчі відбіркового циклу до Євро 2012 зі збірної Англії дебютував за національну команду. Адмір вийшов у цьому матчі на заміну на 74 хвилині замість форварда Ерена Дердійока. 
26 травня 2012 року, в товариському матчі зі збірної Німеччини (5:3), Адмір забив свій перший гол за національну збірну. Футболіст вразив ворота німців на 77 хвилині зустрічі. 
Влітку 2012 року Мехмеді був включений в заявку збірної країни на поїздку в Лондон на Олімпійський ігри. У першому матчі, проти збірної Габону, Адмір реалізував пенальті, який дозволив його команді добитися нічиєї.
2014 року був включений до заявки збірної на  чемпіонат світу у Бразилії.

## Досягнення
- Чемпіон Швейцарії: 2009
- Віце-чемпіон Швейцарії: 2011
- Віце-чемпіон Європи серед молодіжних збірних: 2011
- Срібна бутса молодіжного чемпіонату Європи 2011

## Цікаві факти
- Його хорошим другом є висхідна зірка швейцарського футболу Джердан Шачірі;
- Володіє п'ятьма мовами — німецькою, албанською, англійською, італійською, французькою;